# Pecio fenicio de Bajo de la Campana
El pecio fenicio del Bajo de la Campana es un pecio del siglo VII a. C. de un barco comercial fenicio encontrado en el Bajo de la Campana, un arrecife de roca sumergido cerca de la isla Grosa, frente las costas de La Manga, en el municipio de San Javier (Región de Murcia, España).
Este pecio fue descubierto accidentalmente en la década de 1950. Es el primer pecio fenicio hasta la fecha sometido a una excavación arqueológica. En el transcurso de cuatro temporadas de campo, los investigadores realizaron casi 4000 inmersiones y más de 300 horas de exploración. El barco hundido derramó su carga dentro y alrededor de una cueva submarina en el borde del arrecife Bajo. Entre los artefactos recuperados se encontraban fragmentos del casco del barco, junto con vasijas de terracota, incluidas ánforas, cuencos y platos. Entre el cargamento había colmillos de marfil de elefante, lo que indica conexiones comerciales fenicias con regiones donde los elefantes eran nativos. Además, el descubrimiento de lingotes de estaño, lingotes de cobre y pepitas de galena sugiere la participación del barco en redes comerciales de larga distancia. El cargamento también contenía piñas, peines de madera de doble cara, nódulos de ámbar del Báltico y diversas materias primas como madera y resina. Del pecio también se recuperaron provisiones y objetos personales de la tripulación, como una pieza de juego, una piedra de afilar con grafitis fenicios y nueces y semillas. El pecio del Bajo de la Campana perteneció a comerciantes fenicios del Mediterráneo oriental.

## Ubicación y descubrimiento
El Bajo de la Campana, situado aproximadamente 2.5 kilómetros (1,6 mi) frente a la costa de La Manga del Mar Menor, está formado por tres formaciones geológicas: Isla Grosa, roca El Farallón y arrecife La Laja. La Laja, también conocida como el Bajo de la Campana, es un arrecife poco profundo que se eleva desde una profundidad de unos 16 metros (52,5 pies) dentro de 2 metros (6,6 pies) de la superficie del agua, lo que la convierte en un peligro para la navegación. Los restos de naufragios que rodean el Bajo indican su peligro histórico. El material arqueológico fue descubierto por primera vez en el sitio en 1958 por buzos de salvamento comerciales y más tarde por buzos recreativos. El Ministerio de Cultura español llevó a cabo inspecciones en 1972 y 1988, lo que llevó a la conclusión de que los artefactos recuperados representaban tres naufragios distintos de diferentes períodos: fenicios de finales del siglo VII a. C., púnicos del siglo II a. C. y romanos del siglo I d. C. En 2006, el Instituto de Arqueología Náutica (INA) inició una investigación y formalizó una cooperación con el Ministerio de Cultura de España en 2007. Un estudio realizado por el INA en 2007 en el lado oriental del Bajo confirmó hallazgos anteriores e indicó que la mayoría de los restos de los barcos fenicios permanecían enterrados bajo rocas, sedimentos y pastos marinos. Como resultado, en 2008 se inició una excavación y un estudio a gran escala. El área investigada medía aproximadamente 20 m × 20 m (66 pies × 66 pies); limita en su borde occidental con la cara escarpada del Bajo de la Campana, que contiene una cueva poco profunda en la esquina noroeste, donde se ubicaron muchos de los hallazgos de pecios.

## Restos del barco
Poco ha sobrevivido del barco fenicio. Los restos del barco y su carga se concentraron principalmente a lo largo del borde norte del sitio, incluida la cueva y el área de la grieta.

Acoplamiento de los tablones de los antiguos barcos con doble caja (mortaja) y espiga postiza

Las excavaciones han arrojado piedras de lastre utilizadas como pesos para proporcionar estabilidad al barco, material de estiba utilizado para mantener la carga en su lugar y sólo un fragmento de madera del casco, probablemente madera blanda, que mide aproximadamente 43 centímetros (16,9 plg) de largo, 11 centímetros (4,3 plg) de ancho y 35 milímetros (1,4 plg) de espesor. Este fragmento conserva parte de una junta en bisel y la mayor parte de una caja (mortaja), con un agujero para clavija de espiga.

## Carga

### Materias primas
La carga del barco, compuesta principalmente de materias primas, incluye 64 colmillos de elefante, siete de los cuales llevan inscripciones fenicias. Las lecturas de las inscripciones en marfil identificaron al menos dos nombres personales masculinos, así como morfemas que pueden indicar el rango o función de los individuos. El arqueólogo español Fernando López avanza que los nombres son de los proveedores del marfil. El cargamento también contenía metales en bruto, incluidos 150 lingotes de estaño y once de cobre, junto con 10.000 pepitas de galena utilizadas en la extracción de plata. La cantidad relativamente pequeña de lingotes sugiere que el envío puede haber sido diseñado para un taller específico en lugar de un suministro a granel. Además, se han recuperado diversas piezas que indican vertidos y escorias procedentes de operaciones de fundición de metales. Los hallazgos adicionales de materia prima incluyen dos pequeños trozos de ámbar báltico, troncos de madera cortada, gruesos pegotes de resina oscura y un material terroso como arcilla para macetas u ocre rojo.

### Bienes manufacturados y artículos de lujo

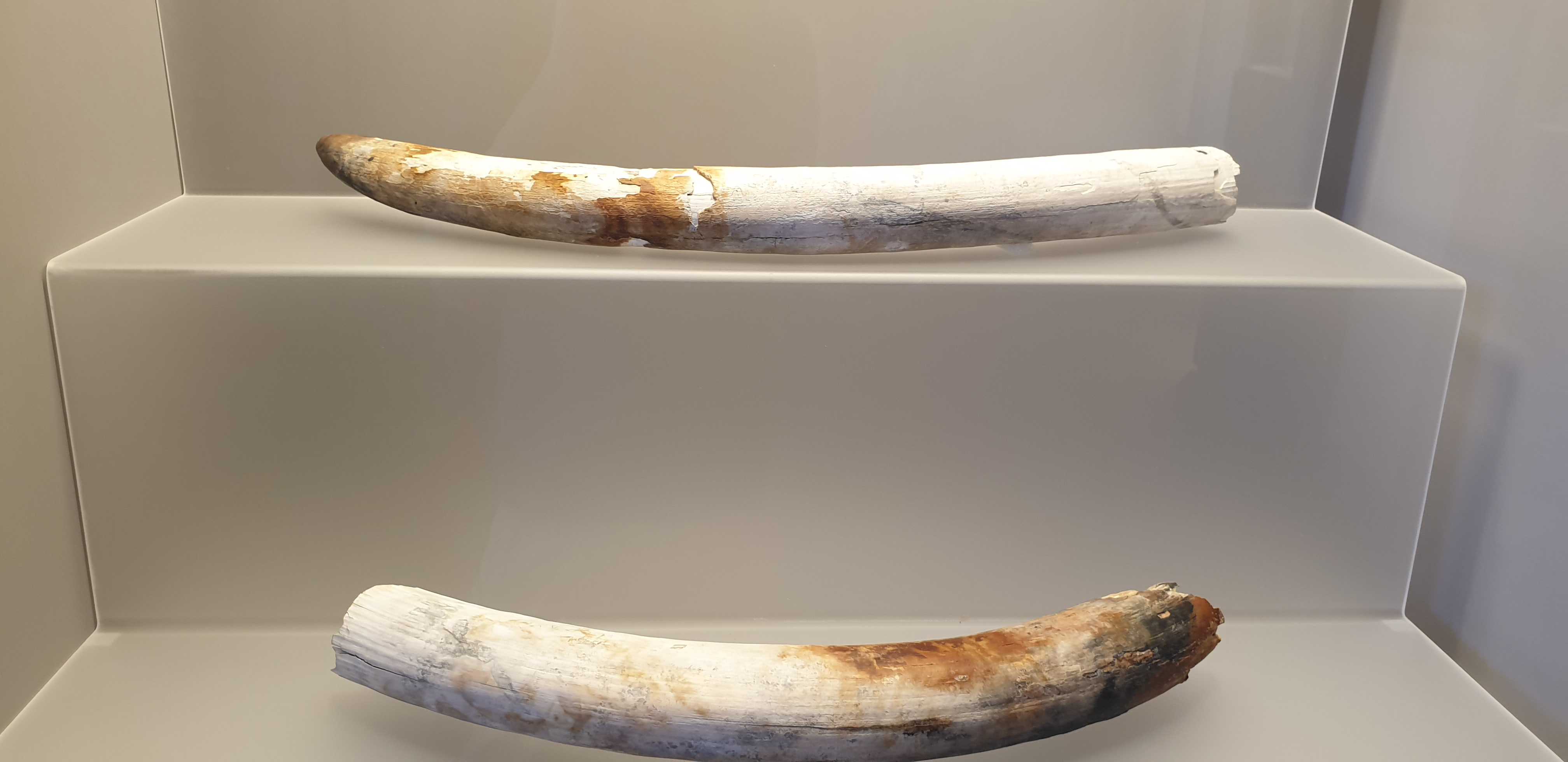
Colmillos de elefante con inscripciones fenicias del pecio fenicio del Bajo de la Campana expuestos en Roma.

El barco transportaba una amplia gama de cerámica fenicia, incluidas ánforas, platos, cuencos, trípodes, una lámpara de aceite y varias jarras y cántaros. Entre las ánforas encontradas se encuentran Vuillemot tipo R-1 y Cintas tipo 268. El Vuillemot tipo R-1, producido en talleres coloniales de España y el norte de África, se distribuyó ampliamente desde la costa atlántica de Marruecos hasta Sicilia. Fragmentos de estas ánforas del Bajo de la Campana indican producción en la región de Málaga. Las ánforas Cintas tipo 268, de forma ovoide, se produjeron en asentamientos fenicios en las islas del Mediterráneo central y en la costa norte de África, con distribución limitada en las colonias occidentales, principalmente Ibiza y la costa mediterránea de España. También se encontraron pequeñas botellas de cerámica, o unguentaria, utilizadas para aceites perfumados, con ejemplos de sitios del período Arcaico que fueron importados de Fenicia propiamente dicha. Estas botellas se distribuyeron ampliamente por el sur de España y se utilizaron principalmente en el siglo VIII a. C., y algunas continuaron hasta el siglo VII a. C. Las botellas descubiertas en el Bajo de la Campana datan probablemente de finales del siglo VII a. C.
Las excavaciones han revelado varios objetos exóticos, entre ellos un mango de cuchillo de marfil, peines de madera, un pedestal de piedra, un bloque de piedra de color verde pálido, un objeto de bronce y varios elementos de mobiliario de bronce y madera. El mango del cuchillo de marfil tallado, aunque ligeramente dañado, conserva un diseño elegante y presenta una ranura larga para la espiga de la hoja y los remaches. Los peines de madera, rotos y mal conservados, están hechos de boj y decorados con sencillos motivos lineales. El pedestal tripartito de piedra caliza se alza 72 centímetros (28,3 plg) de alto cuando está ensamblado, con una columna, un capitel con volutas y unábaco. Otro objeto de piedra es un bloque de piedra de color verde pálido, probablemente una piedra de afilar utilizada para afilar herramientas de bronce y hierro. Un singular objeto de bronce con forma de antebrazo derecho que sostiene una estilizada flor de loto posiblemente sea parte de un bastón ceremonial u otro objeto significativo. Los elementos de los muebles de bronce incluyen patas, esquineros y piezas de madera, probablemente partes de sillas, taburetes o camas. La variada gama de bienes en la carga, incluidas materias primas, productos manufacturados y artículos de lujo, provenientes de diversas ubicaciones geográficas, sugiere la participación del barco en redes comerciales de larga distancia.

### Citas
1. ↑  Delgado, 2013.
2. 1 2  Instituto de Arqueología Náutica, 2020.
3. 1 2 3 4 5 6  Polzer, 2009, p. 28.
4. ↑  Polzer, 2009, pp. 27–28.
5. ↑  Antonelli et al., 2019, pp. 9–10.
6. ↑  López Pardo, 2015, pp. 67–68.
7. ↑  Polzer, 2009, pp. 30–31.
8. ↑  Polzer, 2009, pp. 31–33.
9. ↑  Polzer, 2009, p. 33.